# Namotu
A Ilha de Namotu é uma das poucas centenas de ilhas que formam o país das Fiji. Ele está na parte mais ao sul da cadeia de ilhas chamado Ilhas Mamanuca, que são para perto a oeste de Nadi. A Namotu está localizado no sudoeste da costa da principal ilha de Fiji, conhecido como Viti Levu. Namotu Island Resort, um paraíso para os turistas, fica a cerca de cinco milhas náuticas a oeste de Viti Levu.

## História
Em julho de 1840, a Expedição Wilkes nomeou essa ilha em homenagem a Richard Russell Waldron, oficial do USS Vincennes.